# عملیات طلوع آزادی
عملیات طلوع آزادی به حملهٔ نظامی اطلاق می‌شود که توسط ارتش ملی سوریه (ائتلافی از نیروهای تحت حمایت ترکیه) علیه نیروهای مسلح عربی سوریه و نیروهای دموکراتیک سوریه آغاز شد و منطقه استان حلب شمالی بین الباب و تادف را در محدوده عملیات سپر فرات هدف قرار داد.

## پیشینه
پس از آغاز حمله ۲۰۲۴ شمال غربی سوریه در ۲۷ نوامبر و تصرف چندین منطقه از شهر حلب، ارتش ملی سوریه (SNA) عملیات فجر آزادی را در ۳۰ نوامبر آغاز کرد. این عملیات رسماً توسط عبدالرحمن مصطفی، نخست‌وزیر ائتلاف ملی سوریه، طی مصاحبه‌ای با NTV اعلام شد. او دو هدف استراتژیک اصلی را تشریح کرد: رهگیری شبکه‌های تدارکاتی SDF و ایجاد کریدوری که الباب، تحت اشغال ترکیه در شمال سوریه، را به تل رفعت متصل می‌کند.
بعید است که عملیات فجر آزادی بدون تأیید ترکیه انجام شده باشد. این عملیات با درخواست‌های ترکیه برای ایجاد «منطقه امن» در سوریه مرتبط بود.

## حملات
پس از درگیری‌های شدید بین نیروهای ارتش ملی سوریه (SNA) و نیروهای وفادار به دولت اسد در شمال استان حلب، نیروهای ارتش ملی سوریه (SNA) در همان روز شهر تادف را تصرف کردند. درگیری‌هایی بین نیروهای SDF و SNA درگرفت، زیرا نیروهای SDF شروع به ورود به شهرهای تحت کنترل دولت در شمال حلب کردند، شهرهایی که نیروهای دولتی به دلیل حمله تحریرالشام به حلب از ادلب در حال عقب‌نشینی از آنها بودند. در ۱ دسامبر ۲۰۲۴، SNA شهرهای السفیره، خناصر و پایگاه هوایی کویرس را تصرف کرد، در حالی که درگیری‌هایی بین SNA و SDF در منطقه شیخ نجار شهر حلب رخ داد. تصرف پایگاه هوایی کویرس، «کریدور» ایجاد شده توسط SDF بین کانتون شهبا با محوریت تل رفعت و منبج را قطع کرد. از زمان شروع عملیات، تقریباً ۸۵۰ کیلومتر مربع از خاک توسط SNA تصرف شده بود. 
شامگاه ۱ دسامبر ۲۰۲۴، ارتش ملی سوریه (SNA) حمله‌ای را به شهر تل رفعت که در کنترل نیروهای دموکراتیک سوریه (SDF) بود، آغاز کرد و این شهر را به همراه چندین روستای اطراف، از جمله شوارغه، منغ، مراناز، کفر نیا، کویرس شرقی، شیخ عیسی، دیر جمال و عین دقنه، تصرف کرد. شهرهای باقی‌مانده تحت کنترل نیروهای دموکراتیک سوریه در منطقه، پس از محاصره توسط نیروهای مخالف، محاصره و ارتباطشان قطع شد. در طول این حمله، ترکیه در حمایت از این حمله، حملاتی را به خاک روژاوا انجام داد.
در ۲ دسامبر ۲۰۲۴، نیروهای SDF برنامه‌هایی را برای تخلیه آوارگان کرد از تل رفعت و منطقه شهبا به مناطق تحت کنترل نیروهای SDF در منطقه شیخ مقصود حلب و شمال شرق سوریه اعلام کرد.
در ۴ دسامبر ۲۰۲۴، نیروهای دموکراتیک سوریه (SDF) از درگیری در دیر حافر و منطقه جنوبی منبج خبر دادند و تلفاتی را در میان نیروهای ارتش ملی سوریه (SNA) تأیید کردند.
در ۶ دسامبر ۲۰۲۴، اتاق عملیات فجر آزادی حمله به شهر منبج تحت کنترل نیروهای دموکراتیک سوریه (SDF) را اعلام کرد. در ۸ دسامبر ۲۰۲۴، ترکیه با انجام حملات پهپادی به مواضع نیروهای دموکراتیک سوریه (SDF) حمایت از حمله ارتش ملی سوریه (SNA) را آغاز کرد. در ۹ دسامبر ۲۰۲۴، نیروهای دموکراتیک سوریه (SDF) از منبج عقب‌نشینی کردند. در ۹ دسامبر ۲۰۲۴، روسیه از پایگاه‌های خود در منبج و کوبانی که بخشی از توافق‌نامه صلح در سال ۲۰۱۹ هستند، عقب‌نشینی کرد.
از ۸ دسامبر ۲۰۲۴، درگیری‌هایی در پل قره قوزک بزرگراه M4 و سد تشرین، که هر دو از گذرگاه‌های حیاتی فرات هستند، رخ داد و نیروهای دموکراتیک سوریه ادعا کردند که ده‌ها نفر از جنگجویان ارتش ملی سوریه را کشته‌اند.
در ۱۲ دسامبر ۲۰۲۴، آتش‌بس با میانجیگری ایالات متحده اعلام شد، هرچند چند روز بعد پایان یافت. در ۱۷ دسامبر ۲۰۲۴، آتش‌بس به مدت یک هفته تمدید شد. حملات نظامی به روژاوا در اواسط دسامبر با حملات به منطقه عین العرب ادامه یافت.